# Enmienda transaccional
Una enmienda transaccional es aquella que, en el proceso de adopción de un determinado texto en un órgano de decisión, es creada a partir del espíritu o la intención de otras enmiendas presentadas por otro u otros participantes en dicho proceso,  para aunarlas, logrando así agilizar  el debate con el fin de generar consenso en torno a dicho texto. 
Las enmiendas transaccionales pueden ser aceptadas o no por aquellos que presentaron las enmiendas originales. En el caso de que sean aceptadas, las enmiendas originales son retiradas y se vota exclusivamente la enmienda transaccional. Dependiendo de los reglamentos del órgano que adoptará el texto, en caso de no ser aceptada la enmienda transaccional por los grupos ponentes, ésta puede ser votada como otra enmienda más, o puede ser desechada.